# Alphonse Hörning
Alphonse Hörning – szwajcarski bobsleista, złoty medalista mistrzostw świata.

## Kariera
Największy sukces w karierze Alphonse Hörning osiągnął w 1939 roku, kiedy wspólnie z Fritzem Feierabendem, Heinzem Cattanim i Josephem Beerlim zwyciężył w czwórkach podczas mistrzostw świata w Cortinie d'Ampezzo. Był to jednak jego jedyny medal wywalczony na międzynarodowej imprezie tej rangi. Nigdy nie wystąpił na igrzyskach olimpijskich.